# Disclisioprocta rubritincta
Disclisioprocta rubritincta là một loài bướm đêm trong họ Geometridae.